# チャクチャク (ヤズド州)
チャクチャク（Chak Chak、ペルシア語: چک‌چک）は、イランのアルダカーン郡に位置する村で、ゾロアスター教最大の聖地。
チャクチャクは、ゾロアスター教においては、640年にサーサーン朝最後の王であるヤズデギルド3世の娘のニークバーヌーが、イスラム化前のペルシアに侵攻したアラビア軍に追い詰められた場所とされている。ニークバーヌーは、敵から救ってくれるようアフラ・マズダーに祈った。すると、山に洞穴が開き、彼女はそこに逃げ込むことができた。
チャクチャクでは常に湧き水が滴り落ちているが、これはニークバーヌーの記憶によって山が悲しみの涙を流しているからだとされている。

## 画像

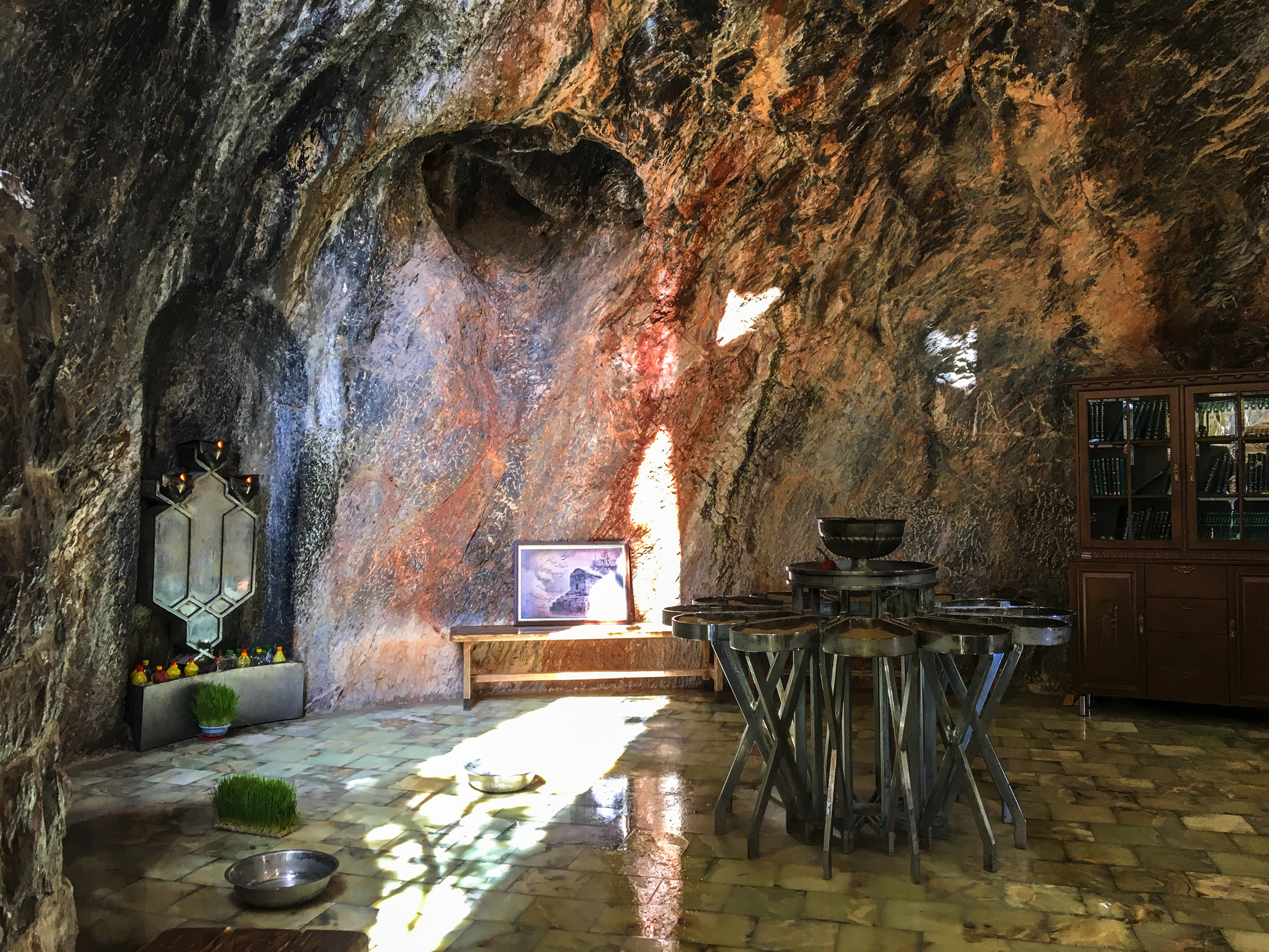
イラン・ヤズド・チャクチャク
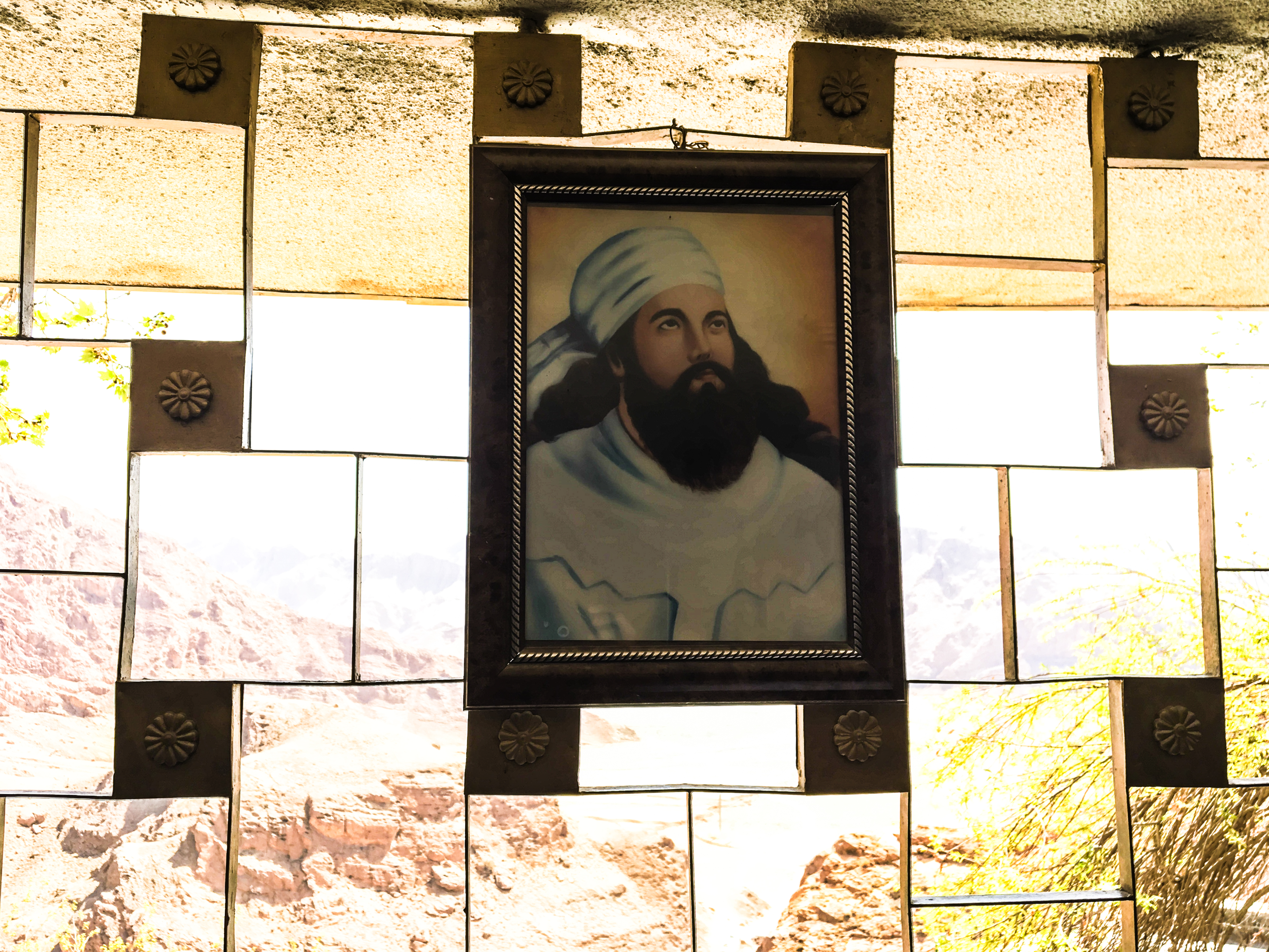
イラン・ヤズド・チャクチャク
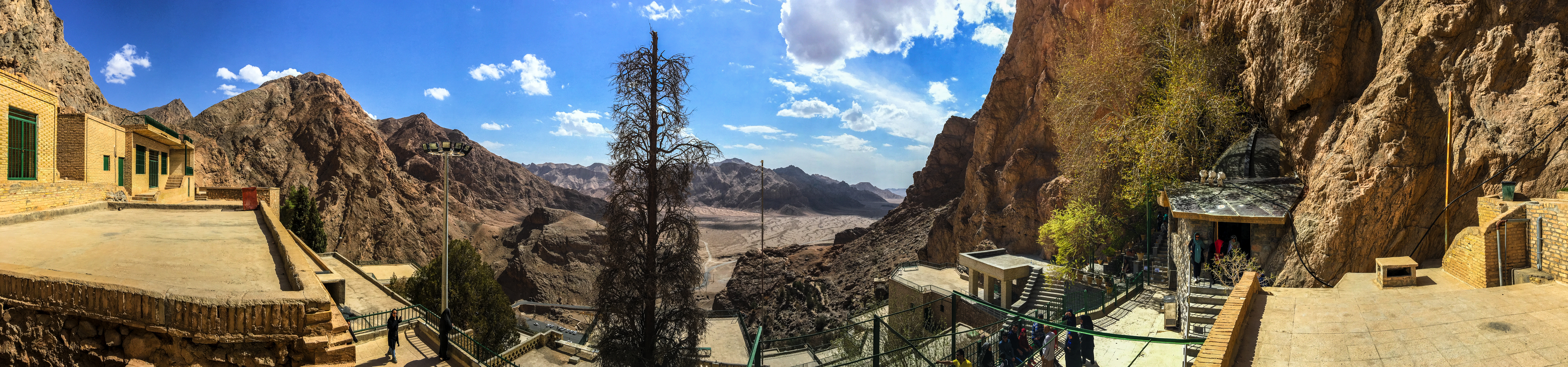
イラン・ヤズド・チャクチャク
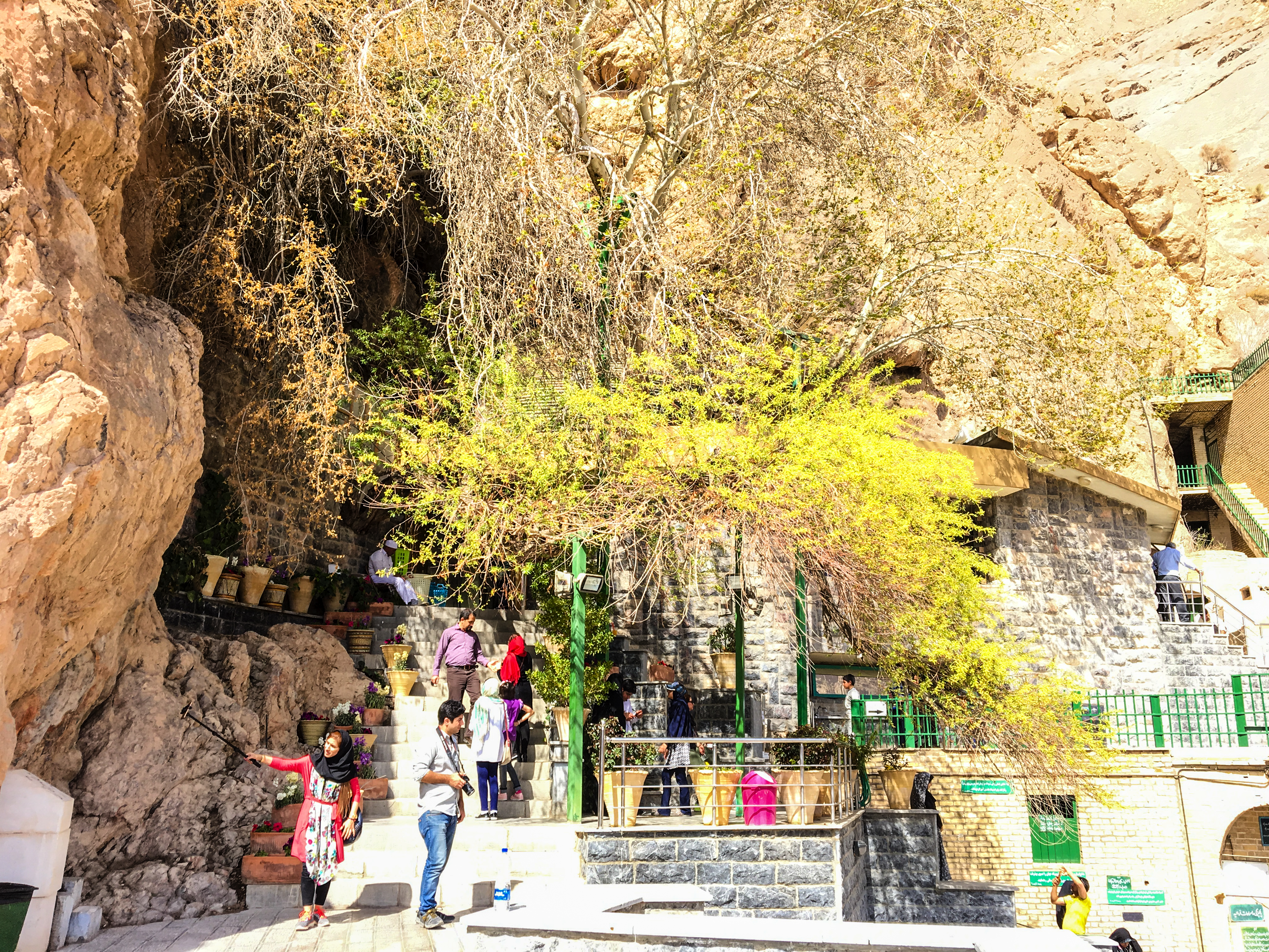
イラン・ヤズド・チャクチャク
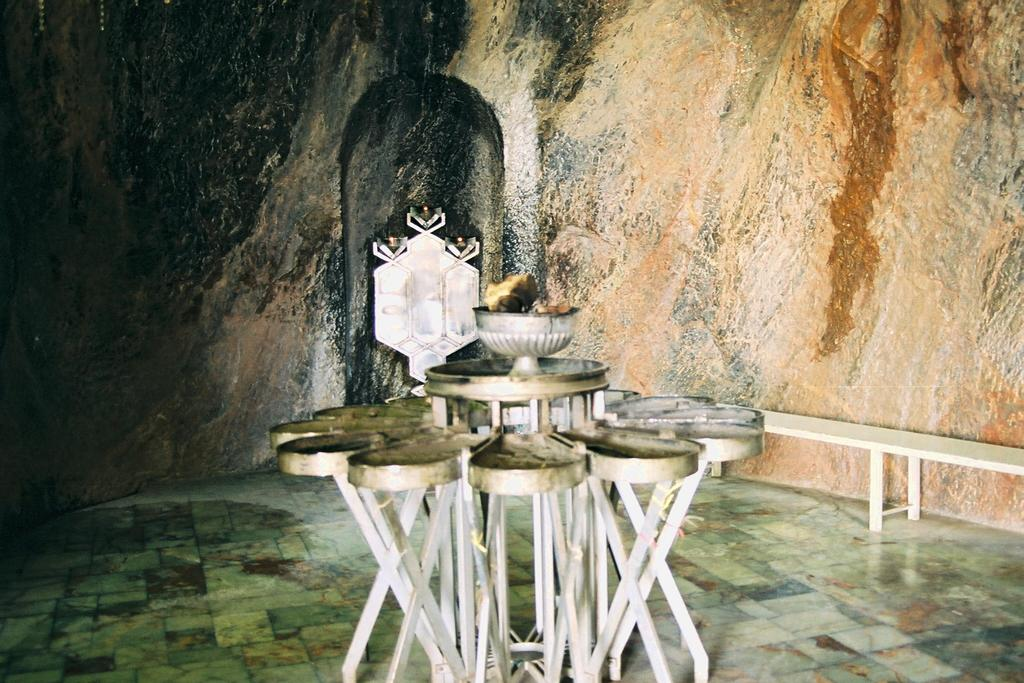
イラン・ヤズド・チャクチャク
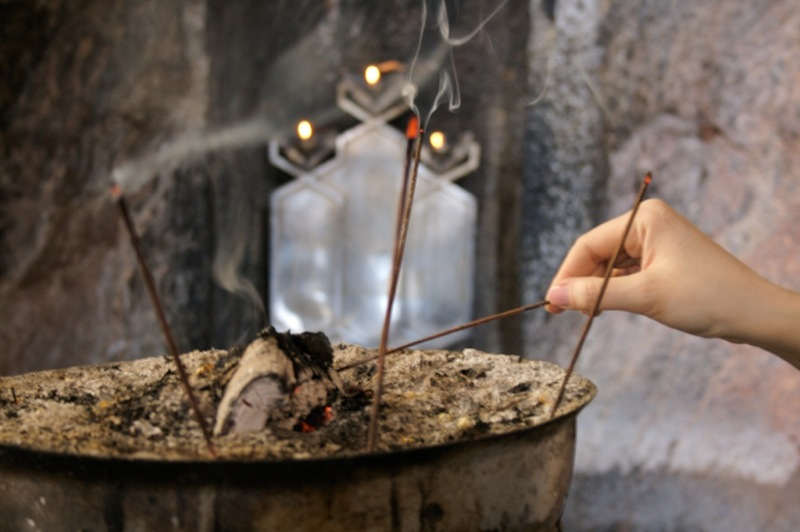
イラン・ヤズド・チャクチャク
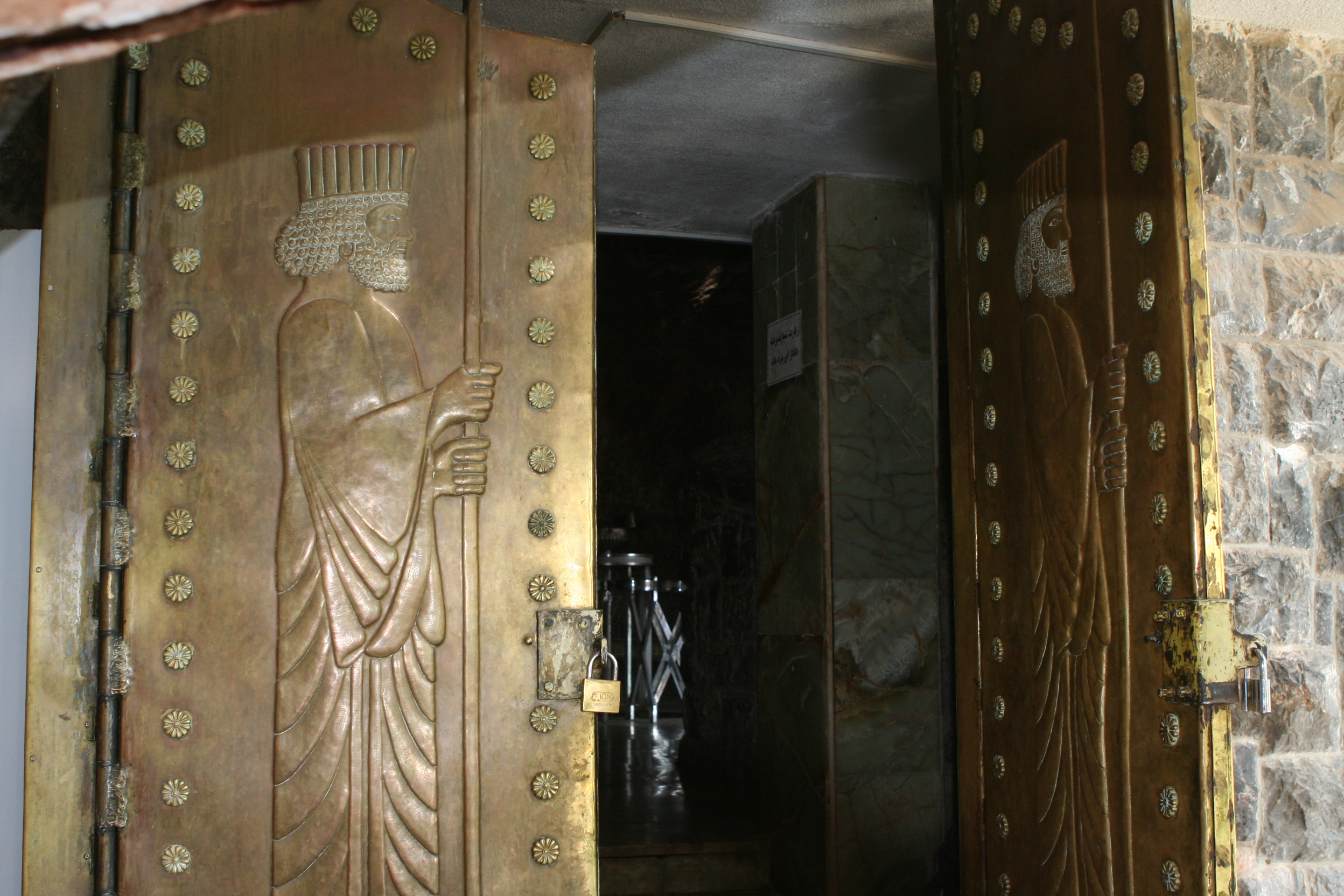
イラン・ヤズド・チャクチャク